# 친칠라쥐속
친칠라쥐속(Abrocoma)은 친칠라쥐과에 속하는 설치류 속이다. 페루 남부부터 칠레 중부까지의 남아메리카 안데스산맥에서 발견된다. 8종으로 이루어져 있고, 대부분이 아르헨티나 북서부의 고립된 산악 지대에서 발견된다. 천축서소목(Caviomorpha) 종의 가장 오랜 화석 기록은 에오세 후기-올리고세 전기의 천이 시기(3750~3150만년 전)에 나타난다.

## 하위 종
- 베넷친칠라쥐 (Abrocoma bennettii)
- 볼리비아친칠라쥐 (Abrocoma boliviensis)
- 부딘친칠라쥐 (Abrocoma budini)
- 회색친칠라쥐 (Abrocoma cinerea)
- 파마티나친칠라쥐 (Abrocoma famatina)
- 시에라델톤탈친칠라쥐 (Abrocoma shistacea)
- 우스파야타친칠라쥐 (Abrocoma uspallata)
- 푼타데바카스친칠라쥐 또는 멘도사친칠라쥐 (Abrocoma vaccarum)

마추픽추친칠라쥐(Cuscomys oblativus)는 이전에 친칠라쥐속(Abrocoma)에 속하는 종(A. oblativus)으로 분류했지만, 현재는 별개의 속으로 분류하고 있다.